# علم النفس التأهيلي
علم النفس التأهيلي هو تخصص في علم النفس يهدف إلى تحقيق الحد الأقصى من الاستقلالية، والوضع الوظيفي، والصحة، والمشاركة الاجتماعية للأفراد ذوي الإعاقة، والحالات الصحية المزمنة. قد يتضمن التقييم والعلاج المجالات التالية: النفسي الاجتماعي، والمعرفي، والسلوكي، والوضع الوظيفي، واحترام الذات، ومهارات التكيف، وجودة الحياة. نظرًا لأن الظروف التي يختبرها المرضى تختلف بشكل واسع، يقدم علماء نفس إعادة التأهيل أساليب علاج فردية. يتخذ المسار العلاجي نهجًا شاملًا، آخذًا في الاعتبار الأفراد ضمن سياقهم الاجتماعي الأوسع، ومقيمًا العوامل البيئية والديموغرافية التي قد تعزز أو تعرقل التقدم.
بالإضافة إلى الممارسة الإكلينيكية (السريرية)، يشارك علماء نفس التأهيل في تقديم الاستشارات، وتطوير البرامج، والتدريس، والتدريب، والسياسة العامة، والدعوة. تتداخل جوانب علم النفس التأهيلي مع تخصصات علم النفس العصبي السريري، وعلم النفس الإرشادي، وعلم النفس الصحي، برغم ذلك، يتميز علم النفس التأهيلي بتركيزه على العمل مع الأفراد ذوي الإعاقة بكل أنواعها والحالات الصحية المزمنة؛ في سياق فرق صحية متعددة التخصصات؛ وكعوامل للتغيير المجتمعي في تحسين التوجه المجتمعي تجاه الأشخاص الذين يعيشون بإعاقات وحالات صحية مزمنة. يعمل علماء نفس التأهيل كدعاة مع الأشخاص ذوي الإعاقة للقضاء على الحواجز الاتجاهية، والسياسية، والجسدية، وتحقيق التوظيف، والانفتاح على البيئة، والدور الاجتماعي، والاندماج المجتمعي.
يقدم علماء نفس التأهيل الخدمات الإكلينيكية في مختلف بيئات الرعاية الصحية، بما في ذلك مستشفيات الرعاية الوجيزة، ومراكز إعادة تأهيل المرضى الداخليين أو الخارجيين، ومراكز المساعدة المعيشية، ومرافق تقديم الرعاية طويلة الأمد، والعيادات التخصصية، والوكالات المجتمعية. وعادة ما يعملون ضمن فرق متعددة التخصصات، تتكون غالبًا من طبيب نفسي، ومعالج فيزيائي، وأخصائي علاج وظيفي، واختصاصي علاج النطق. قد يُضمّن أيضًا اختصاصي اجتماعي، وممرضة، واختصاصي البدليات، وكاهن، ومدير للحالة أيضًا إذا استدعت الحاجة. يعمل أعضاء الفريق معًا لوضع خطة علاجية، وتحديد الأهداف، وتثقيف كل من المريض وشبكة الدعم الخاصة به، وتسهيل تخطيط الخروج من المستشفى.
في الولايات المتحدة، يشرف مجلس اختصاص علم النفس التأهيلي على تخصص علم النفس التأهيلي. والذي يضم خمس منظمات مهنية تمثل مؤسسات علم النفس التأهيلي الرئيسية: القسم الـ22 من جمعية علم النفس الأمريكية، والمجلس الأمريكي لعلم النفس التأهيلي، ومؤسسة علم النفس التأهيلي، وبرامج ما بعد الدكتوراه في التأهيل النفسي التابع لمجلس علم النفس التأهيلي، وأكاديمية علم النفس التأهيلي. يمثل مجلس علم النفس التأهيلي التخصص في مجلس التخصصات المهنية في علم النفس. وعلم النفس التأهيلي هو مجلته الرسمية. علم النفس التأهيلي معتمد كواحد من 14 اختصاصًا متخصصًا من قِبل المجلس الأمريكي لعلم النفس المهني.

## تاريخيًا
أُسس تخصص علم النفس التأهيلي قبل وقت طويل من انتظام علماء النفس في بيئات الرعاية الصحية. ففي أربعينيات وخمسينيات القرن العشرين تزايدت مشاركة علماء النفس في رعاية الأشخاص ذوي الإعاقة الناتجة غالبًا من إصابات الحرب. إذ أدى التقدم التقني إلى زيادة عدد الناجين من الإصابات والأمراض التي كانت قاتلة في الأجيال السابقة. فاحتاج الأفراد الذين يعيشون بإعاقة وحالات صحية مزمنة إلى المساعدة في التكيف، ظهر علم النفس التأهيلي لتلبية هذه الاحتياجات باستخدام المعرفة النفسية للمساعدة في زيادة استقلالهم وصحتهم ورفاهيتهم إلى الحد الأقصى. في عام 1954 صدر قانون التأهيل المهني، الذي يقدم تمويلًا لمنح البحث وتطوير البرامج. نتيجة لهذا القانون، فتحت العديد من الجامعات برامج إرشاد لإعادة التأهيل المهني داخل كليات الدراسات العليا.
في عام 1958، أُسس علم النفس التأهيلي باعتباره القسم رقم 22 في جمعية علم النفس الأمريكية، كمنظمة لعلماء النفس المهتمين بالآثار النفسية والاجتماعية للإعاقة، وتطوير وسائل لمنع حدوث وحل المشاكل المرتبطة بالإعاقة. بحلول الستينيات من القرن العشرين، اعتُبر علم النفس التأهيلي تخصصًا ناضجًا وكان بارزًا في جميع أنحاء الولايات المتحدة. ومع ذلك، لم يوافق المجلس الأمريكي لعلم النفس المهني حتى عام 1997 على إنشاء المجلس الأمريكي لعلم النفس التأهيلي.

## المبادئ والنماذج الرئيسية
النماذج النظرية مهمة في علم النفس التأهيلي لفهم وشرح العاهات والمساعدة في تخطيط العلاج، وتسهيل التنبؤ بالنتائج. تساعد النماذج في تنظيم، وفهم، وشرح، وتوقع الظواهر. تدمج النماذج المستخدمة المعلومات من عدة تخصصات كعلم الأحياء، وعلم النفس، وعلم الاجتماع. هناك حاجة لمجموعة واسعة من النماذج نتيجة لاختلاف المشاكل التي يواجهها الأفراد ذوي الحالات الصحية المزمنة. يجب تطبيق أكثر من نموذج غالبًا للحصول على فهم مناسب لحالة الفرد.
«النموذج الحيوي النفسي-الاجتماعي» يبحث النموذج النفسي الحيوي الاجتماعي التفاعل بين الحالات الطبية، والضغوطات النفسية، والبيئة، والعوامل الشخصية لفهم تكيف الفرد مع الإعاقة. هذا النموذج متعدد التخصصات هو إقرار بأنه لا يمكن فهم الإعاقة إلا في سياق أكبر، ويعكس الاعتقاد طويل الأمد لعلماء نفس التأهيل أن التوجه الثقافي والحواجز البيئية يمكنها التأثير في تكيف الفرد وإبراز الإعاقة. من الجدير بالذكر، أن مبادئ هذا النموذج انعكست في التصنيف الدولي منظمة الصحة العالمية للوظائف، والإعاقة، والصحة. إطار العمل كلي ولتطبيقه يجب على مقدمي الرعاية التعرف على حياة المريض المنزلية أو السياق الاجتماعي الأوسع.
«نموذج التحليل النفسي»: في سياق علم النفس التأهيلي، يمكن تطبيق مبدأ فرويد لقلق الأخصاء على حالات الخسارات الفادحة، مثل فقدان أحد الأطراف. ينعكس هذا المفهوم في نظرية جيروم سيللر لمراحل التكيف، المصممة لزيادة فهم التقبل والتكيف التالي لتشخيص مفاجئ لحالة صحية مزمنة.
«علم النفس الاجتماعي»: كان رواد علم النفس التأهيلي مجموعة متنوعة، لكن العديد منهم أتى من مجال علم النفس الاجتماعي. كورت لوين، أحد الأمثلة، وبصفته يهودي يعيش في ألمانيا خلال السنوات المبكرة من حكم النظام النازي، فقد شكلت خبرات لوين عمله النفسي. فانعكس ذلك في تصوره للتمييز من الداخل إلى الخارج، وكذلك فهمه للوصمة. لوين مشهور بوضعه للتصور (B = f(p,e، إذ إن السلوك (B) هو وظيفة كل من الشخص (p) وبيئته (e).
كُرّم تمارا ديمبو وبياترس رايت، اثنتين من تلاميذ لوين، كشخصيات رائدة في تاريخ علم النفس التأهيلي. ألفت رايت نصين أساسيين في هذا المجال، الإعاقة الجسدية: مقاربة نفسية والطبعة الثانية المنقحة على نطاق واسع، الإعاقة الجسدية: مقاربة نفسية اجتماعية. واقترحت أيضًا النموذج الجسدي-النفسي، الذي يدعو إلى تفسير الإعاقة في سياقها الاجتماعي. والنموذج الجسدي النفسي مشتق من نظرية الحقل للوين ويؤكد أن البيئة يمكن أن تساعد أو تعيق تكيف الفرد. أصبحت رؤى رايت وتعبيرها عن المعتقدات والمبادئ المضمرة في ممارسة علم النفس التأهيلي تُعرف باسم «المبادئ الأساسية لعلم النفس التأهيلي» وما زال يُسترشَد بعملها في البحث النظري والعملي المعاصر في علم النفس التأهيلي.
النظرية السلوكية –المعرفية: أظهرت مناهج العلاج المعرفي السلوكي مثل علاج حل المشكلات نتائج واعدة في تعزيز التكيف، والرفاهية، والصحة العامة بين الأفراد ذوي الحالات الصحية المزمنة. يتمسك هذا النموذج بأن الأفكار وإستراتيجيات المواجهة تؤثر بشكل مباشر على الشعور والسلوك. فمن خلال التأكيد على الأفكار غير المتكيّفة وتحديدها وتغييرها، يعمل العلاج المعرفي السلوكي على تغيير تجربة الفرد الذاتية وسلوكه الناتج. أثبتت مجموعة متنوعة من الدراسات التجريبية فعالية العلاج المعرفي السلوكي في حالات إصابات الدماغ الرضية، وإصابة الحبل الشوكي، والعديد من الحالات الأخرى المتعلقة بالأشخاص الذين يعيشون بإعاقة وحالات صحية مزمنة.

## مجالات التخصص السريري
في البيئات السريرية، يطبق علماء نفس إعادة التأهيل الخبرة والمهارات النفسية لتحسين النتائج للأفراد الذين يعيشون بإعاقات أو حالات صحية مزمنة. تشمل فئات السكان الشائعة المعالجة الأفراد الذين يعانون من:
- الإيدز
- إصابات الدماغ المكتسبة
- السرطان
- الألم المزمن
- ارتجاج الدماغ
- فقدان طرف
- التصلب المتعدد
- الاضطرابات العصبية العضلية
- إصابة النخاع الشوكي
- السكتة الدماغية
- إصابات الدماغ الرضية

عند معالجة حالات المرض المزمنة والإعاقات هذه، يقدم علماء نفس التأهيل خدمات مختلفة بهدف زيادة أداء الفرد وجودة حياته. قد تشمل الخدمات المحددة:

### التقييم
لتعزيز عملية إعادة التأهيل، لا يجب على المرء تحديد الحواجز التي تحول دون الشفاء وحسب، بل نقاط القوة الشخصية وعوامل المرونة التي تعزز استمرار الشفاء وإعادة الدمج الاجتماعي. كان تركيز علم النفس التأهيلي على نقاط القوة والمرونة الشخصية مؤثرًا في مجال علم النفس الإيجابي.
يأخذ علماء نفس التأهيل في اعتبارهم التشخيص الطبي، وسؤال الإحالة، والخلفية التاريخية والأداء قبل المرض (القدرة المستقلة على التعامل مع الأنشطة الأساسية والذاتية في الحياة اليومية)، والأداء الحالي (البدني، والإدراكي، والنفسي)، وخصائص الشخصية، والأهداف (مهنية، دراسية، شخصية). واعتمادًا على سؤال الإحالة وأهداف المريض الفردية، قد يشمل التقييم المنظم والمركّز أي توليفة من المكونات التالية: الوظيفة الإدراكية (أهلية اتخاذ القرار، والحالة العقلية، والوظيفة المعرفية العصبية)؛ الوظيفة البدنية (التعب، والسلوك الصحي، والألم، والنوم)؛ الوظيفة النفسية (التكيف العاطفي، والأداء الشخصي/الاجتماعي، والشخصية، وحالة الصحة العقلية). تُقيم جوانب بيئة الفرد أيضًا، بما في ذلك البيئات الثقافية، والمجتمعية، والمنزلية، ومؤسسة إعادة التأهيل، والمدرسية، والمهنية والاجتماعية. بالإضافة إلى التقييم السريري والمقابلة الشخصية، يمكن أن تكون التدابير الموحدة مفيدة لفهم كل من هذه المجالات المكونة بمزيد من التفصيل.

## علماء بارزون في علم النفس التأهيلي
- روجر باركر
- بياترس رايت
- تمارا ديمبو

## وصلات خارجية
- المجلس الأمريكي لعلم النفس التأهيلي (بالإنجليزية)
- مؤسسة علم النفس التأهيلي (بالإنجليزية)
- مجلس برامج تأهيل علم النفس التأهيلي لمرحلة ما بعد الدكتوراه (بالإنجليزية)